# 李荣禧
李荣禧（1957年4月—），男，汉族，内蒙古武川人，中华人民共和国政治人物，中国民主建国会中央委员会常务委员，全国人民代表大会内蒙古地区代表。

## 生平
李荣禧毕业于山东农业大学植物保护专业。2008年起担任全国人大代表。2013年，担任内蒙古自治区人大常委会副主任，同年被选为全国人大代表。2018年2月24日，当选为第十三届全国人大代表。2023年，卸任内蒙古自治区人大常委会副主任。